# Goran Jagodnik
Goran Jagodnik (* 23. Mai 1974 in Koper, SR Slowenien) ist ein slowenischer Basketballspieler. Jagodnik spielte bis zu seinem 26. Lebensjahr in seiner Heimat, bevor der Nationalspieler nach der Bosman-Entscheidung ab 1999 seine Karriere vornehmlich in anderen europäischen Ligen fortsetzte. Jagodnik spielte vor allem in der Türkei, Russland, Serbien und Polen, wo er mit Prokom Sopot mehrfacher Meister und individuell Most Valuable Player der PLK 2006 wurde. Seit 2010 verlängerte Jagodnik seine aktive Karriere in seiner slowenischen Heimat und war auch bis 2011 in der Nationalmannschaft aktiv, mit der er nach dem vierten Platz bei der EM-Endrunde 2009 auch WM-Endrunden-Teilnehmer 2010 war.

## Karriere
Jagodnik begann seine Karriere bei seinem Stammverein in Koper, mit deren Herrenmannschaft er 1993 nationaler Vizemeister werden konnte. Ein Jahr später wechselte er zum KD Hopsi nach Polzela, mit dem er neben dem Pokalsieg 1996 bis 1998 drei weitere Vizemeisterschaften erreichte. Bis auf das Pokalfinale 1996 gingen alle Meisterschafts-Finalserien ebenso wie die Pokalfinalspiele 1994 und 1997 gegen den damals dominierenden Serienmeister KK Union Olimpija aus der Hauptstadt Ljubljana verloren. Nachdem Jagodnik bei seiner zweiten EM-Endrundenteilnahme 1999 hinter Mannschaftskameraden wie Marko Milič und Matjaž Smodiš wieder nur geringe Einsatzzeiten gesehen hatte, machte er sich die nach der Bosman-Entscheidung entstandene neue Freizügigkeit zunutze und wechselte erstmals ins Ausland. Mit Türk Telekomspor aus Ankara verlor er in der Saison 1999/2000 als Hauptrundenachter in den Play-offs der Türkiye Basketbol Ligi gegen den Hauptrundenersten Efes Pilsen Istanbul. Mit dem Lokalrivalen Mydonose Kolejliler verpasste Jagodnik ein Jahr später auf dem elften Platz die Play-offs, die er dann in der Schweizer Basketball-Nationalliga beim Klub aus Lausanne spielte. Bei der EM-Endrunde 2001 bezwangen die Slowenen den Gastgeber und späteren Vize-Europameister Türkei, doch nach der Verlängerungs-Niederlage im abschließenden Gruppenspiel gegen Lettland verpasste man gar die Zwischenrunde wie bei Jagodniks erster Teilnahme 1997.
In der Saison 2001/02 spielte Jagodnik für Lokomotive aus Mineralnyje Wody in der damals höchsten russischen Spielklasse Superleague. Die Mannschaft verteidigte am Saisonende den dritten Platz aus dem Vorjahr und gewann in den Play-offs die Bronzemedaille der russischen Meisterschaft. Für die nächsten vier Jahre spielte Jagodnik in Sopot für Prokom Trefl. Nach einer weiteren Vizemeisterschaft 2003 gewann der künftige Serienmeister seine erste drei polnischen Meisterschaften mit Jagodnik, der 2006 auch als MVP der polnischen Liga PLK ausgezeichnet wurde. Nachdem Trefl im ULEB Cup 2003/04 im Achtelfinale gegen den späteren Titelgewinner Hapoel Jerusalem ausgeschieden war, konnte man bei der eigenen Premiere im höchstrangigen europäischen Vereinswettbewerb EuroLeague 2004/05 gleich die Zwischenrunde der 16 besten Mannschaften erreichen, in der man jedoch zunächst sieglos blieb. Nachdem man in der EuroLeague 2005/06 die Top-16-Runde verpasst hatte, wechselte Jagodnik nach der dritten Meisterschaft und seiner MVP-Auszeichnung zur Saison 2006/07 zunächst wieder nach Russland in die Hauptstadt Moskau zum MBK Dynamo, der zuvor mit Trainer Dušan Ivković den ULEB Cup 2005/06 gewonnen hatte. Doch bereits Mitte November 2006 trennte man sich bereits wieder und Jagodnik gönnte sich nach dem frühwinterlichen Moskau fünf Wochen Kampanien bei Legea Scafati in der italienischen Serie A, bevor er Anfang 2007 in die polnische Liga zurückkehrte zu Vizemeister Anwil aus Włocławek. Nachdem Anwil die beiden Finalserien zuvor gegen Trefl eher klar verloren hatte, kämpfte man sich in der Halbfinalserie 2007 bis in das alles siebte entscheidende Spiel, das aber der Titelverteidiger letztlich für sich entscheiden konnte.
Nachdem Milič und Marko Tušek aus der Nationalmannschaft zurückgetreten waren und Boštjan Nachbar fehlte, war der international gereifte Jagodnik bei der EM-Endrunde 2007 auch wieder in der Nationalmannschaft gefragt. Bei seiner vierten Endrundenteilnahme kam Jagodnik im fortgeschrittenen Leistungssportler-Alter von 33 Jahren erstmals auf nennenswerte Spielanteile und Slowenien befand sich nach fünf Siegen zum Auftakt auf einem guten Weg zur erstmaligen Olympiaqualifikation. Doch nach dem Kantersieg mit 77:47 über Deutschland mit Dirk Nowitzki verlor man die folgenden drei Partien, unter anderem das Viertelfinale gegen Griechenland mit einem Punkt Unterschied nach Elf-Punkt-Führung vor dem letzten Viertel und die Revanche in der Platzierungsrunde gegen Deutschland, so dass man nach dem abschließenden Sieg über Frankreich auf dem siebten Platz die direkte Qualifikation verpasst hatte. In der Folge spielte Jagodnik zwei Spielzeiten beim KK Hemofarm im serbischen Vršac, unterbrochen durch eine Saison beim tschechischen Serienmeister ČEZ Basketball aus Nymburk, mit dem er 2009 das Double in Tschechien gewann. Im ULEB Cup 2007/08 hatte er mit KK Hemofarm das Achtelfinale gegen den späteren Finalisten Akasvayu Girona verloren, bevor er 2008 in der Vorrunde des Eurocups, wie der Wettbewerb mittlerweile hieß, mit Nymburk ausgerechnet an Hemofarm Vršac scheiterte. Ein Jahr später erging es ihm mit KK Hemofarm in der Vorrunde des Eurocup 2009/10 nicht besser, als man gar als Gruppenletzter ausschied.
Nach der endgültig verpassten Olympiaqualifikation 2008 hatte Nationaltrainer Aleš Pipan die Geschicke an Jurij Zdovc übergeben. Der frühere Welt- und Europameister hatte bis Ende der 1990er Jahre mit Jagodnik selbst noch in der Nationalmannschaft zusammengespielt und reaktivierte seinen früheren Mitstreiter für die EM-Endrunde 2009 in Polen, wo Jagodnik lange Zeit professionell gespielt hatte. Nach einer guten Vorrunde mit nur einer Niederlage sicherte sich Slowenien diesmal den Gruppensieg in der Zwischenrunde nach klaren Erfolgen über den vermeintlichen Gastgeber Litauen und den tatsächlichen Gastgeber Polen sowie einem knappen Erfolg über die Türkei. Nach dem knappen Viertelfinalerfolg über Kroatien verpasste Slowenien nach knappen Niederlagen gegen Serbien und erneut Griechenland auf dem vierten Platz den ersten Medaillengewinn nach der Unabhängigkeit nur knapp. Memi Bečirovič als neuer Nationaltrainer nominierte Jagodnik auch für die WM-Endrunde 2010, in der Slowenien nach nur einer Vorrundenniederlage gegen den Topfavoriten und späteren Titelgewinner Vereinigte Staaten im Viertelfinale gegen Gastgeber Türkei dann aber auch deutlich verlor. Unter Trainerlegende Božidar Maljković gab Jagodnik bei der EM-Endrunde 2011 seinen vorläufigen Ausstand aus der Nationalmannschaft. Neben der deutlichen Viertelfinalniederlage gegen Titelverteidiger Spanien besiegelte die Niederlage in der Platzierungsrunde gegen Gastgeber Litauen das erneute Verpassen der Olympiaqualifikation, woran der abschließende Sieg über Serbien und das Erreichen des siebten Platzes nichts mehr änderte.
Zur Saison 2010/11 war der mittlerweile 36-jährige Jagodnik bereits in seine slowenische Heimat zurückgekehrt und spielte nun auch in der Hauptstadt für KK Union Olimpija, die aber ihre Dominanz der 1990er Jahre mittlerweile eingebüßt hatten. Mit dem Vizemeister konnte Jagodnik zweimal den Titelgewinn im nationalen Pokalwettbewerb verteidigen, doch in der Finalserie der Meisterschaft unterlag man zweimal in Folge dem Titelverteidiger KK Krka aus Novo mesto. An der EuroLeague 2010/11 hatte Union Olimpija trotzdem teilnehmen dürfen und im Oktober 2010 war es ausgerechnet Jagodnik in seinem fortgeschrittenen Alter, der sich die Auszeichnung als Monats-MVP im höchstrangigen europäischen Vereinswettbewerb sichern konnte. Nach dem zweiten Platz in der Vorrunde reichte es in der Zwischenrunde nur zu einem Sieg, was auch die schwache Ausbeute in der Vorrunde der folgenden EuroLeague 2011/12 war. Hierfür hatte sich Union Olimpija insbesondere über den zweiten Platz in der ABA-Liga 2011 qualifiziert, als man sich im Finale KK Partizan Belgrad knapp mit drei Punkten Unterschied geschlagen geben musste. In der folgenden Saison hatte man auf dem sechsten Platz jedoch das Final-Four-Turnier 2012 der ABA-Liga verpasst. Zwischen 2013 und 2015 spielte Jagodnik weiter für den KD Hopsi, bevor ihn KK Union Olimpija zum Saisonende mit knapp 41 Jahren noch einmal für die ABA-Liga reaktivierte, wo er in drei Spielen auflief.